# 1955 au Canada
Pour un article plus général, voir Chronologie du Canada.
Cet article traite des événements qui se sont produits durant l'année 1955 au Canada.

## Événements

### Politique
- 29 juin : élection générale albertaine. Ernest Manning (Crédit social) est réélu avec un sixième mandat et gouvernement majoritaire.

- 11 juillet : sanction par la Chambre des communes du Canada de la révision de la loi sur l'assurance-chômage. Elle entre en vigueur le 2 octobre[1].
- 29 septembre (jusqu'à 25 octobre) : Visite royale de la princesse royale et comtesse de Harewood Mary.

### Justice
- Le Code criminel du Canada subit une révision générale.

### Sport

#### Hockey
- Fin de la Saison 1954-1955 de la LNH.
- 17 mars : émeute au Forum de Montréal : le joueur étoile de hockey sur glace de l'époque Maurice Richard est exclu des séries éliminatoires. L'évènement marqua le début de la Révolution tranquille au Québec.
- Séries éliminatoires de la Coupe Stanley 1955: les Red Wings de Détroit remportent la Coupe Stanley contre les Canadiens de Montréal.
- Les Marlboros de Toronto remportent la Coupe Memorial 1955.
- Début de la Saison 1955-1956 de la LNH.
- 2 octobre : 9e Match des étoiles de la Ligue nationale de hockey.

#### Football
- Les Eskimos d’Edmonton remportent la 43e finale de la Coupe Grey contre les Alouettes de Montréal 34-19.

#### Tennis
- Robert Bédard remporte le Masters du Canada contre Henri Rochon.

#### Natation
- Première Traversée internationale du lac Saint-Jean. Jacques Amyot est le vainqueur de la première traversée.

### Économie
- 1er février : la Banque de Toronto et la Banque Dominion fusionnent pour former la Banque Toronto-Dominion.
- 1er avril : Trans-Canada Airlines devient la première compagnie aérienne nord-américaine à exploiter un avion à turbopropulsion, un Vickers Viscount, pour la liaison Montréal-Winnipeg
- 13 août : inauguration de la Chaussée de Canso qui relie la partie continentale de la Nouvelle-Écosse à l'île du Cap Breton.

### Culture
- Janvier : le Carnaval de Québec devient un événement annuel.

#### Télévision
- Émission Cap-aux-sorciers.

### Religion
- Maurice Baudoux est nommé archevêque à l'Archidiocèse de Saint-Boniface au Manitoba.
- Jamboree mondial de 1955 tenu à Niagara-on-the-Lake en Ontario.
- 12 novembre : un glissement de terrain détruit en partie l'évêché du Diocèse de Nicolet à Nicolet.

## Naissances
- 3 janvier : David Pratt, homme politique.
- 4 janvier : John Nunziata, homme politique.
- 6 janvier : Alex Forsyth, joueur de hockey sur glace.
- 10 janvier : Eva Aariak, première ministre du Nunavut.
- 25 février : Camille Thériault, premier ministre du Nouveau-Brunswick.
- 16 mars : Andy Scott, homme politique fédéral provenant du Nouveau-Brunswick.
- 6 avril : Cathy Jones, actrice et productrice.
- 22 avril : Marie Uguay, poète québécoise († 26 octobre 1981).
- 25 avril : Jane Stewart, femme politique.
- 2 mai : Jim Karygiannis, homme politique.
- 12 mai : Yvon Godin, homme politique provenant du Nouveau-Brunswick.
- 14 juin : Joe Preston, restaurateur et homme politique.
- 15 juin : Mauril Bélanger, homme politique canadien-français.
- 29 juin : Alain Labelle, annonceur radio-télé (Québec).
- 19 juillet : Dalton McGuinty, premier ministre de l'Ontario.
- 30 juillet : Jim Peterson, homme politique.
- 31 juillet : Gilles Bilodeau, joueur de hockey sur glace.
- 4 août : Piers McDonald, syndicaliste et premier ministre du yukon.
- 28 septembre : Stéphane Dion, chef du Parti libéral du Canada de 2006 à 2008.
- 7 octobre : Dave Van Kesteren, marchand d'automobiles et homme politique fédéral.
- 12 octobre : Jane Siberry, chanteuse.
- 16 octobre : Wilf Paiement, joueur de hockey sur glace.
- 28 octobre : Yves Simoneau, réalisateur, scénariste, producteur et monteur canadien.
- Frank de Jong, chef du Parti vert de l'Ontario.
- 10 novembre : Ken Holland, joueur de hockey sur glace.
- 13 décembre : Pat Martin, homme politique de la circonscription fédérale de Winnipeg-Centre.
- 27 décembre - Daniel Mercure (pianiste)

## Décès
- 24 avril : Walter Allward, sculpteur.
- 26 avril : Lyman Poore Duff, juge de la Cour suprême du Canada.
- 10 mai : Tommy Burns, champion de boxe.
- 16 juin : Ozias Leduc, artiste peintre.
- 7 août : Alexander Stirling MacMillan, premier ministre de Nouvelle-Écosse.